# موني باغ يو
موني باغ يو هو مغني ورابر أمريكي ولد في 22 سبتمبر 1991.

## روابط خارجية
موني باغ يو على موقع IMDb (الإنجليزية)
- موني باغ يو على موقع ميوزك برينز (الإنجليزية)
- موني باغ يو على موقع أول ميوزيك (الإنجليزية)
- موني باغ يو على موقع ديسكوغز (الإنجليزية)
- موني باغ يو على موقع ديسكوغز (الإنجليزية)